# HMS Dreadnought (1906)
HMS Dreadnought („Neohrožený“) byl šestou lodí tohoto jména sloužící v Royal Navy a představoval revoluční bitevní loď; do služby vstoupil roku 1906 jako nejrychlejší a nejlépe vyzbrojená válečná loď na světě. Jeho konstrukce přinesla několik zásadních novinek – zejména nesl výrazně silnější výzbroj než dosavadní typy a také se stal první válečnou lodí poháněnou parními turbínami. Kuriózní je, že Dreadnought je dodnes jedinou bitevní lodí, která kdy potopila ponorku. Stalo se tak 18. března 1915, kdy taranoval německou ponorku U-29.
Byla to tak pokročilá loď, že dala jméno celé generaci moderních bitevních lodí – dreadnoughtům, zatímco lodě, které učinila zastaralými, se začaly nazývat predreadnoughty (například francouzská třída Danton). Uvedení Dreadnoughtu podnítilo námořní závody ve zbrojení, kdy se jí námořnictva po celém světě snažila vyrovnat, hlavně německé císařské námořnictvo do první světové války.

## Stavba

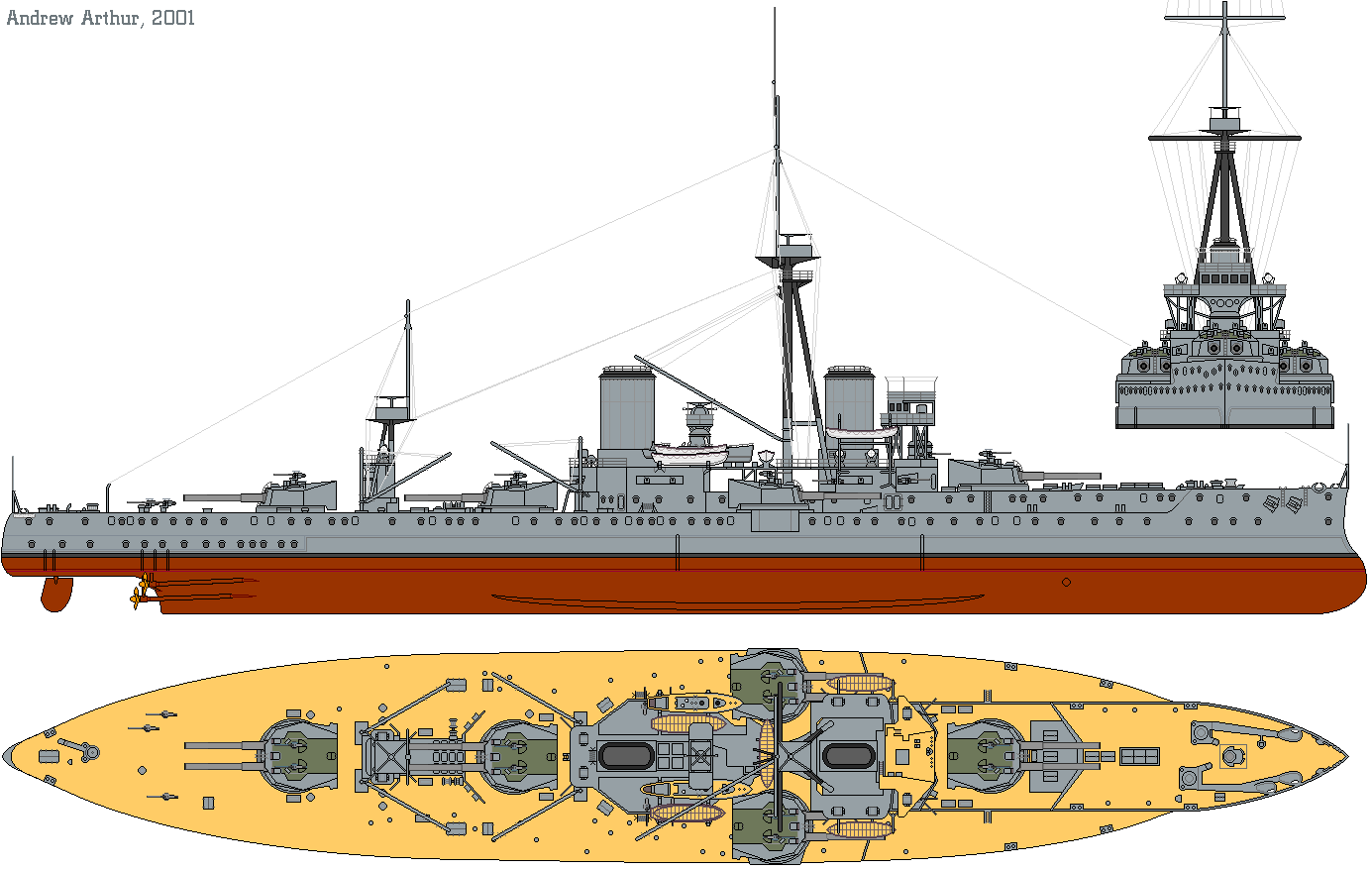
Ilustrace lodi

Duchovním otcem Dreadnoughtu byl admirál John Arbuthnot "Jackie" Fisher, který byl od roku 1904 prvním lordem admirality. Fisher zahájil program rozsáhlé modernizace námořnictva a přišel s konceptem rychlé válečné lodě, vyzbrojené velkým počtem těžkých děl (dosavadní bitevní lodě obvykle nesly čtyři těžká děla).
Loď byla vyprojektována v první polovině roku 1905 a její stavba začala v loděnici Portsmouth Dockyard 2. října téhož roku. Trvala vlastně pouhý rok. Trup lodi byl spuštěn na vodu 10. února 1906 a 2. listopadu 1906 byl Dreadnought dokončen. Od svého přijetí do služby až do roku 1912 pak byl vlajkovou lodí britského Domácího loďstva (Home Fleet).

## Konstrukce

### Výzbroj

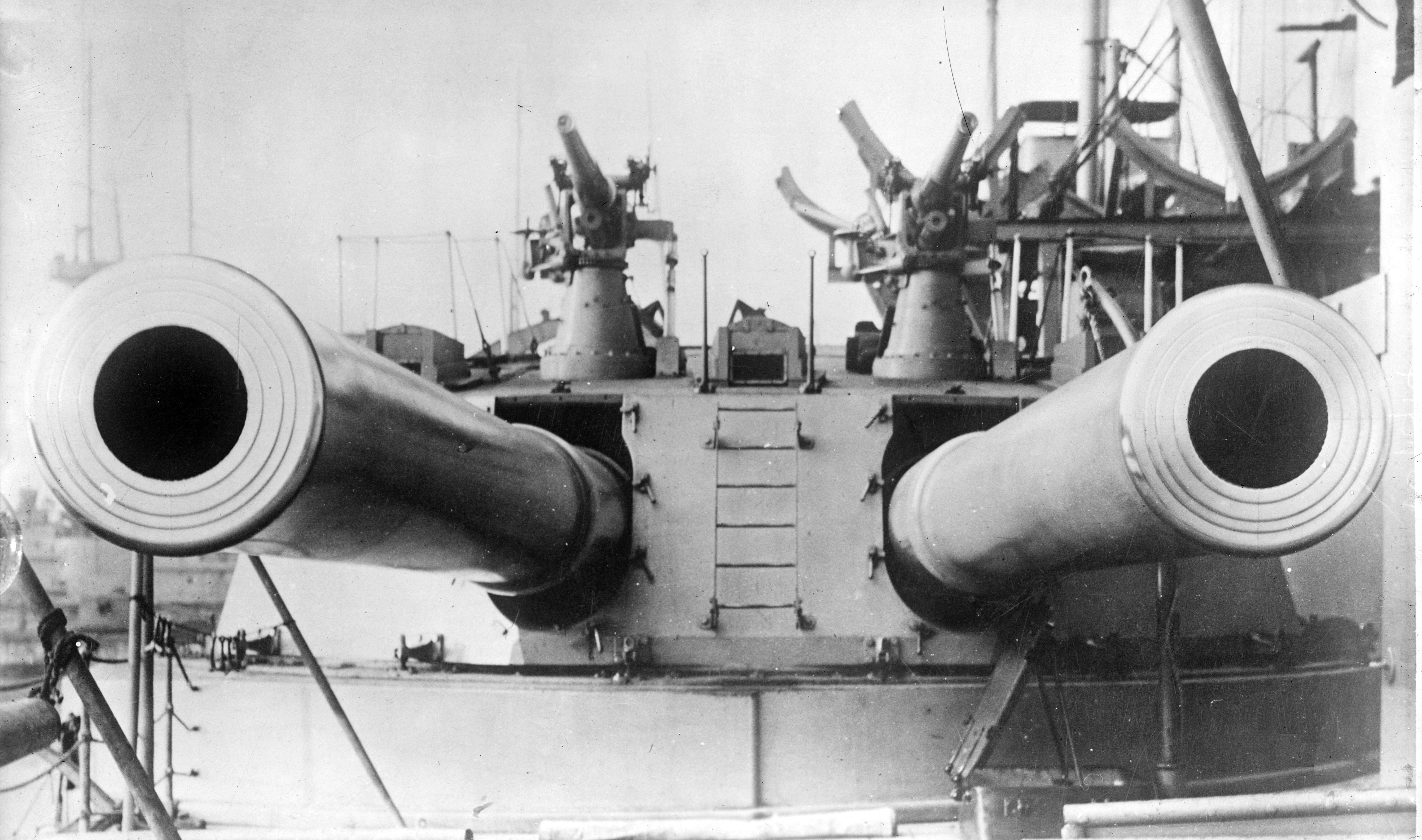
Dělová věž s 305mm kanóny a dvojicí lehkých 76mm děl na střeše

Hlavní výzbroj představovalo deset 305mm kanónů typu Mk X o délce hlavně 45 ráží, soustředěných v pěti dělových věžích typu B Mk VIII. Jedna věž byla vpředu, dvě na křídlech a dvě vzadu na zádi lodi. Jedním směrem mohlo najednou střílet až osm z nich, což bylo dvakrát více, než u dosavadních bitevních lodí.
Dreadnought nenesl děla sekundární ráže a na boj proti lehkým silám protivníka nesl jen 24 kusů 76mm kanónů typu Mk I s délkou hlavně 50 ráží, lafetovaných po jednom. Dále měl pět pevných podhladinových 457mm torpédometů.

### Pancéřování

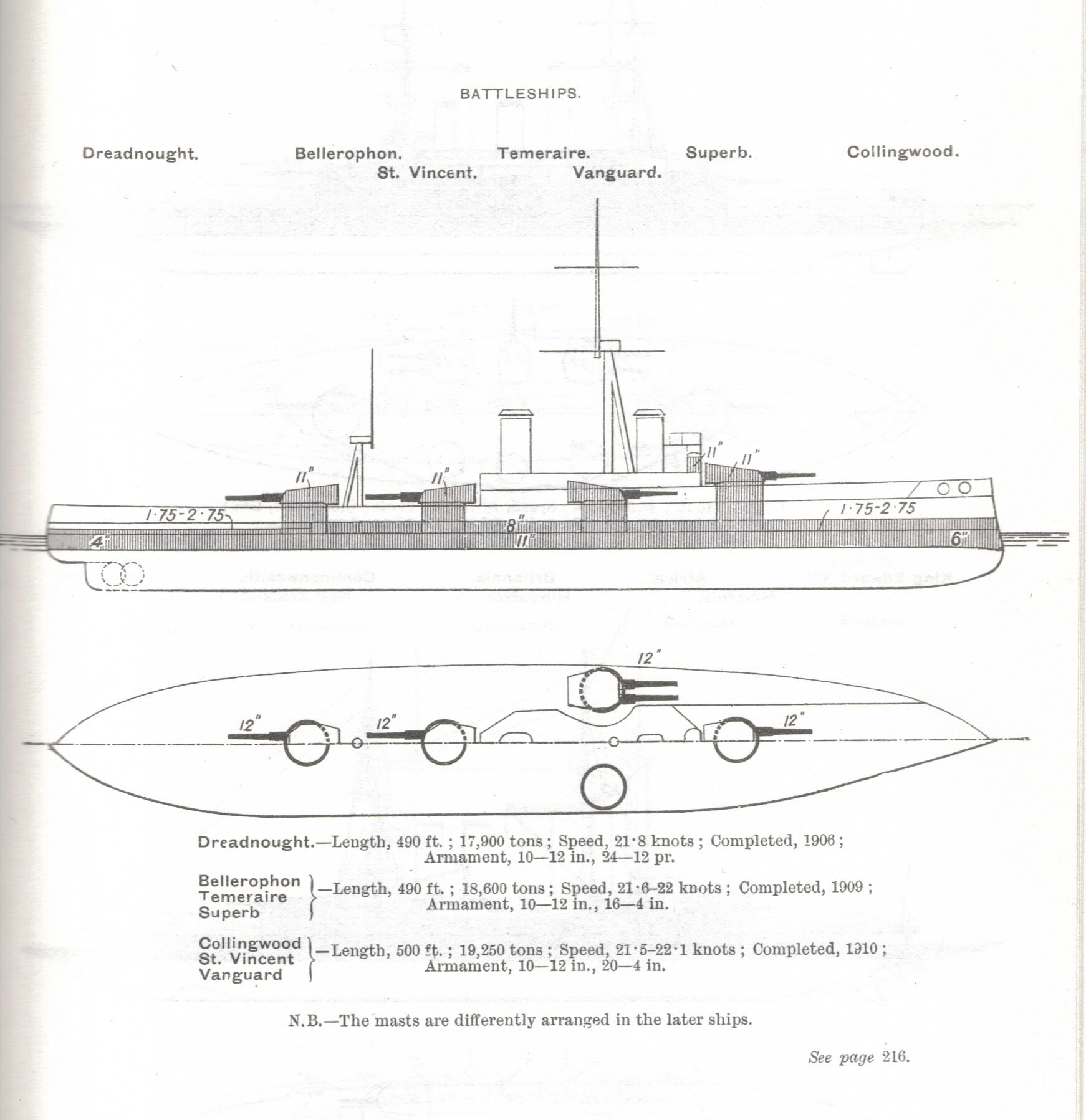
Schéma pancéřování lodi

Boční pancéřový pás se táhl po celé délce boku lodi a měl nejvyšší sílu 279 mm. Loď dále měla tří pancéřové paluby o síle 102, 70 a 17 mm. Dělové věže, barbety věží a velitelský můstek chránil 279mm pancíř. Trup byl dále rozdělen do řady vodotěsných oddělení, aby byla zajištěna odolnost při zásahu torpédem.

### Pohon
Dreadnought byl první válečnou lodí, kterou poháněly parní turbíny. Celkem 18 tříbubnových kotlů Babcock & Wilcox dodávalo páru turbínám Parsons. Ty roztáčely čtyři lodní šrouby. Loď dosahovala rychlosti 21 uzlů, což bylo až o 3–4 uzly více, než u dosavadních bitevních lodí.

## Osud
Dreadnought byl v aktivní službě po celou dobu první světové války. Od roku 1914 do května roku 1916 byl součástí 4. bitevní eskadry (4th Battle Squadron), operující v Severním moři. Největšího námořního střetnutí celé války, bitvy u Jutska, se však neúčastnil. Vzhledem k určení lodi je trochu paradoxní fakt, že Dreadnought je dodnes jedinou bitevní lodí, která kdy potopila ponorku. Stalo se tak 18. března 1915, kdy taranoval německou ponorku U-29.
Od května 1916 byl Dreadnought vlajkovou lodí 3. bitevní eskadry (3rd Battle Squadron), která měla hlavní operační prostor v oblasti ústí Temže. Válečným nasazením opotřebovaná loď byla v roce 1919 převedena do rezervy a v roce 1921 prodána k sešrotování. Sešrotována byla v roce 1923.